# Peristethium tortistylum
Peristethium tortistylum är en tvåhjärtbladig växtart som först beskrevs av Kuijt, och fick sitt nu gällande namn av Kuijt. Peristethium tortistylum ingår i släktet Peristethium och familjen Loranthaceae. Inga underarter finns listade i Catalogue of Life.